# Moncef Boukthir
Moncef Boukthir (arabe : منصف بوكثير), né le 13 juin 1960 à Gafsa, est un universitaire et homme politique tunisien, ministre de l'Enseignement supérieur et de la Recherche scientifique d'octobre 2021 à août 2024.

## Biographie
Titulaire d'un diplôme d'habilitation universitaire en physique de la faculté des sciences de Tunis, il obtient un doctorat en océanographie physique à l'université Paris-VI en 1989.
Directeur de l'Institut préparatoire aux études d'ingénieurs de Tunis de 2011 à 2017, il est ensuite nommé directeur du Laboratoire mixte international COSYS-Med.
En outre, il a présidé la commission nationale chargée de la réforme des programmes de physique dans les cycles préparatoires de formation d'ingénieurs, de 2015 à 2016, et servi comme lead-expert au programme d'appui à la qualité pour l'employabilité et la modernisation de la gestion du système de l'enseignement supérieur. Dans ce contexte, il a initié et participé à l'élaboration et à la réalisation de plusieurs projets de recherche nationaux et internationaux, dont notamment le projet Coastal and Regional Ocean Community Model et le projet sur les risques hydrologiques au Maghreb, deux groupements de recherche internationaux.
En matière de recherche scientifique, il travaille en collaboration avec plusieurs laboratoires et instituts internationaux dont l'Institut méditerranéen d'océanologie à Marseille, l'Institut météorologique international de l'université de Stockholm en Suède, l'Institut des géosciences de l'environnement de Grenoble, le laboratoire d'études en géophysique et océanographie spatiales de Toulouse, l'Institute of Marine and Coastal Sciences de l'université Rutgers et le laboratoire d'oéanographie dynamique et de climatologie de l'université Paris-VI.
Auteur de 70 publications scientifiques, Moncef Boukthir a participé à l'évaluation de plusieurs articles dans différents journaux scientifiques dont le Journal of Geophysical Research, Oceanologica Acta, le Journal of Space Sciences and Technology, Regional Environmental Change et le Bulletin de l'INSTM. Il a aussi enseigné dans différents établissements universitaires dont l'Institut préparatoire aux études d'ingénieurs de Tunis (à partir de 1999), la faculté des sciences de Tunis (à partir de 2019) et l'Institut Albert-Camus à Paris, où il a enseigné la physique.